# 南部済賢
南部 済賢 / 南部 義晋（なんぶ ただかつ / なんぶ よしひろ）は、幕末の武士。陸奥国盛岡藩大老。遠野領主。遠野南部家（根城南部家、八戸氏）11代当主（32代当主）。盛岡藩家老楢山佐渡の義兄。

## 略歴
文政3年（1820年）、遠野南部家（根城南部家、八戸氏）9代当主（30代当主）八戸（南部）義堯の子として、陸奥国盛岡城内遠野屋敷に生まれた。幼名は「富三郎」。母は側室。
天保8年（1838年）12月に兄義茂が死去し、天保9年（1838年）3月に盛岡城に登城して藩主済賢に家督相続を許された。閏4月に、名を先祖代々の通称「弥六郞」に改め「南部弥六郞義晋」と名乗った。
天保14年（1843年）9月17日より11月4日まで、藩主利済の名代として盛岡藩の海岸防備の検分を行う。弘化元年（1844年）9月11日、盛岡城下茨島で、1万2000人が動員された盛岡藩の軍事大演習に家臣を率いて参加する。
弘化4年（1847年）盛岡藩の度重なる重税や御用金に加え、新たな御用金六万両が課されたことを切っ掛けに、11月に三閉伊通（野田通・宮古通・大槌通）で農民や漁民による一揆が発生（三閉伊一揆（第一次））。12月に1万2千人余りの一揆勢が、盛岡藩家老の義晋の遠野領に押し寄せ強訴を行った。
盛岡から家老の南部土佐（南部継序）が鉄砲隊200人を率いて遠野入りし、一揆の代表と交渉に当たろうとしたが拒絶されたため、遠野南部家家老の新田小十郎が一揆の代表と交渉に当たり、御用金撤廃等二十六箇条の要求のうち十二箇条を受け入れ、残りは盛岡に持ち帰り吟味の上善処を約束した。一揆に参加した農民は、帰路の飯料を支給される待遇を受けて遠野から引き上げた。
弘化5年（1848年）2月16日、藩主利済より大老上席（筆頭家老）を命じられる。嘉永元年（1848年）3月7日、一揆を収束させた功績で、藩主利済の偏諱を受けて「義晋」から「済賢」に名を改めた。一揆のことが幕府の耳に入り、6月13日に藩主利済が隠居し、嫡男信侯（利義）が新藩主となる。
嘉永2年（1849年）4月に藩主信侯（利義）が江戸に出府すると、前藩主利済が信侯（利義）廃立を決定。利済の命で済賢と南部土佐（南部継序）が使者として江戸に派遣され信侯（利義）に隠居を勧告した。9月に信侯（利義）が隠居し、弟の利剛が新藩主となると、利済が院政を敷いて領民との約束を反古にし奢侈な生活を送って、再び領民に重税や御用金を課すようになった。
嘉永6年（1853年）4月、遠野に家臣子弟の教育のために郷学信成堂を創設した。
嘉永6年（1853年）、盛岡藩が課した新たな御用金が切っ掛けとなり、5月に再び三閉伊通（野田通・宮古通・大槌通）から一揆が発生（三閉伊一揆（第二次））。事態を憂慮した家老の済賢と義弟の楢山五左街門（楢山佐渡）は、病と称して面会を拒絶する利済に大奥まで踏み込み諫言し、激怒した利済に謹慎を命じられ家老を罷免された。
6月には総勢1万6千の領民が隣藩の仙台藩伊達領への越境を試みて、その半数が仙台藩への越訴に成功した。一揆の代表は仙台藩に三閉伊通の百姓を仙台藩の領民として受け入れ、三閉伊通を仙台藩領編入か幕府の天領とするよう訴えた。
一揆の代表との交渉に盛岡本誓寺、花巻安浄寺の住職を派遣したが交渉が失敗し、8月12日に仙台藩から幕府に届けて裁定を受けたいと通告される。事態に窮した利済が10月6日、再び済賢と五左街門を家老に任命し、13日に済賢が仙台に派遣され、新たな御用金の撤廃等一揆の要求を受け入れ、一揆の代表を処罰しないことを誓約して解決した。
盛岡に戻った済賢は筆頭家老として藩政改革に着手し、11月に家老の南部土佐や利済の寵臣の田鎖左膳、石原汀、川島杢左衛門を処罰した。
安政2年（1855年）6月、江戸下屋敷に隠居する前藩主利義が、家老の済賢を殴りつける等の乱行を老中阿部正弘に咎められ、下屋敷の一室に押込となる。
安政3年（1856年）6月、遠野の郷校信成堂の校舎が完成。安政6年（1859年）佐比内鉄鉱山の経営を高洲清兵衛と遠野商人の忠平に任せた。
万延元年（1860年）7月、遠野に節倹令29条を発布し、家中の衣服や婚礼仏事を質素にするよう命じて奢侈を戒めた。
慶応4年（1868年）7月16日、盛岡城での大評定において、楢山佐渡の主導で藩論が奥羽越列藩同盟参加継続に決まり、同盟から離脱して官軍に付くことを主張した済賢は蟄居閉門となる。戦後隠居して嫡男義敦に家督を譲る。
明治12年（1879年）6月23日死去。享年60。